# 青島くんはいじわる
『青島くんはいじわる』（あおしまくんはいじわる）は、吉井ユウによる日本の漫画作品。『めちゃコミックオリジナル』（アムタス）内の「G☆Girls」レーベルにて、2019年12月6日から2021年6月1日まで連載された。
主人公が同僚との恋愛に奮闘する姿を描いた作品。
2024年7月よりテレビ朝日系「オシドラサタデー」枠でテレビドラマが放送された。

## あらすじ
主人公のOL・葛木雪乃。彼女は独身を謳歌していた。ある日、行きつけの居酒屋で偶然、同僚である青島瑞樹に出会う。彼女は近々、親族の結婚式に出席する予定だった。しかし、彼氏同伴で出席するように言われていたため、彼女は戸惑う。そこで青島に彼氏役をしてほしいと伝え、了承される。だが翌日、青島は職場で雪乃と付き合っていると嘘をついていた。青島は女性避け、雪乃は結婚式の参列のためと互いの利害が一致するということで付き合い出した2人。そんな2人の年の差協定恋愛が始まる。

## 登場人物
葛木 雪乃（かつらぎ ゆきの）
主人公。業務部で働く、独身の35歳のOL。
婚活パーティーで出会った「大介」という男性と結婚を前提に交際をしていたが、半年前に破局。
職場では「口うるさいお局」という位置付けで本人も自覚している。プライベートでは1人の時間を大切にしており、行きつけの居酒屋があるほど、お酒が大好き。
眼鏡をコンタクトに変更し念入りに化粧すると見違えるほど美女になるしスタイルも良いが、通常は己れの身なりに無頓着。瑞樹との9歳の年の差が悩みの種。

青島 瑞樹（あおしま みずき）
同僚。1994年4月生まれの26歳。システム部所属の優秀なシステムエンジニア。
先月転職して来た途端に、社内の女性社員から「王子」呼びされる話題の仕事が出来るイケメンで、タカコ曰く「稼げるイケメン」。雪乃からの提案を社内の「女除け」に利用する。
大学時代から女性にモテていたものの特定の彼女を作らない事でも有名だった。
作中では『王子様の爆弾発言』『王子様、彼女をホレ直す。』など、各話の副題でも青島を表現する単語として「王子」を使っている。

### 職場関係者
鈴木 タカコ（すずき たかこ）
同僚。雪乃の同期で、バリバリの営業職。下着にも気を遣うお洒落な女性社員で、結婚6年目。
雪乃が瑞樹との事も遠慮なく恋愛相談可能な親友で、同期の藤原の昔の片想いにも気付いていた唯一の人。

藤原 将也（ふじわら まさや）
同僚。雪乃やタカコと同期で仲のいい、35歳の大阪支社勤務の男性社員。結婚8年目で、長女は5歳の結衣。
独身時代に雪乃に片想いしていた過去が有る。

部長
雪乃が所属する「業務部」の上司で、怒ると説教が長い。

木村（きむら）
「業務部」所属、雪乃の同僚で後輩の「寿退社」を夢見る25歳の女性社員。

谷崎（たにざき）
「業務部」所属、雪乃の同僚で、青島と同じ大学出身の青島の先輩に当たる。大学時代に恋愛トラブルが多かった青島を覚えていて、青島を心配する気のいい男性社員。

### 雪乃の親族
葛木 彩乃（かつらぎ あやの）
雪乃の妹で、田舎暮らしの両親と同居。姉妹仲は良く、電話でも容赦なく姉にズバズバ物が言える。彼女の結婚式がキッカケで、雪乃と瑞樹の交際が始まる。

葛木
雪乃・彩乃姉妹の両親で夫婦仲は良い。近隣の里山には熊が出没するような田舎暮らしをしており、都会で働く1人暮らしの長女を心配している（雪乃の両親の氏名は、作中に描かれていない）。

凛（りん）
雪乃・彩乃姉妹の従妹で、雪乃の実家の隣家に住む女子高生。

### 瑞樹の親族など
青島
瑞樹の父親で、人たらしで優しく気弱そうに見えるイケオジで涙脆い。瑞樹の母親と離婚後の子供時代に瑞樹と長く同居していた時期があり、瑞樹を息子として愛している。女性との恋愛では来る者拒まず去る者追わずな執着の薄い付き合い方が多かったので何度も離婚と再婚を繰り返しているが、交際・婚姻中は心から相手を愛しており、相手女性からはあまり恨まれず、離婚した元妻の礼子の飲食店にも普通に飲み客として出入りしている（父親の氏名や職業は、作中に描かれていない）。

坂本 久美（さかもと くみ）
瑞樹の母親で、エステサロン経営者。
瑞樹が4歳の頃に父親の浮気が原因で両親は離婚し20年間音信不通だったが、2年前に瑞樹と再会。

礼子（れいこ）
『スナック Reiko』のママ。
瑞樹の父親の3番目の元妻（婚姻期間は2年程）で、華やかな美女。
瑞樹は彼女を「第3夫人」呼びし学生時代から礼子の飲食店に入り浸り、礼子は若い瑞樹に恋愛指南をした事がある。血縁は全くないが、瑞樹は礼子を実の両親よりも慕い信頼している。

桃（もも）
瑞樹の幼馴染みで中学まで隣に住んでいて引っ越したが、現在は母・久美が経営するエステサロンで働く女性。瑞樹にとっては唯一の女友達。

## 書誌情報
- 吉井ユウ『青島くんはいじわる』 大誠社〈Only Lips comics〉、全3巻
  1. 2020年11月20日発売[6]、ISBN 978-4-86518-102-9
  2. 2021年5月21日発売[45]、ISBN 978-4-86518-110-4
  3. 2021年11月21日発売[46]、ISBN 978-4-86518-121-0

## その他
- めちゃコミック
  - 2020年年間ランキング 第1位[47]
  - 独占先行配信上半期ランキング2021 第1位[48]
- 第5回「みんなが選ぶTSUTAYAコミック大賞」 TSUTAYAプレミアム賞[49]

## テレビドラマ
2024年7月6日から9月14日までテレビ朝日系「オシドラサタデー」枠で放送された。主演は渡辺翔太と中村アン。
同年10月25日、TVerでの2024年7 - 9月期の番組再生数ランキング上位20位のうち2,284万回を記録し、第6位となった事が発表された。尚、現時点でオシドラ枠歴代最高再生数を記録している。

### キャスト

#### 主要人物
青島瑞樹（あおしま みずき）〈26〉
演 - 渡辺翔太
飲料メーカー「キャットビバレッジ」のシステム部所属のエンジニア。
仕事ができてイケメンで愛想も良く、女子社員の人気を独占しているが、実は恋愛に無関心な「絶食系男子」。
葛木雪乃（かつらぎ ゆきの）〈34〉
演 - 中村アン
青島の同僚。総務部所属。独身。
職場ではお局扱いだが、責任感が強く、後輩から仕事を押し付けられても引き受けてしまうお人好し。「干物系女子」。

#### キャットビバレッジ
谷崎真司（たにざき しんじ）〈26〉
演 - 戸塚純貴
総務部所属。青島の大学時代の同級生。
木村里香（きむら りか）〈25〉
演 - 秋元真夏
総務部所属。雪乃の後輩。
鈴木タカコ（すずき タカコ）〈35〉
演 - 小林涼子
営業部所属。雪乃の同期。
部長
演 - 吉田ウーロン太
総務部長。雪乃・谷崎・木村の上司。
青島の先輩
演 - 下山周太郎
システム部所属。青島の先輩社員。

#### その他
坂本久美（さかもと くみ）
演 - 木村多江
瑞樹の実母。「SKトータルサロン」を経営する美容家。
田村珠代（たむら たまよ）
演 - 伊藤修子
瑞樹の2番目の母。作家、コラムニスト。瑞樹が中学生の頃、3年間一緒に暮らしていた。ドラマ版オリジナルキャラクター。
篠原礼子（しのはら れいこ）
演 - 矢田亜希子
瑞樹の3番目の母。スナック「Reiko」のオーナー。瑞樹が高校生の頃、2年間一緒に暮らしていた。
居酒屋の大将
演 - 寺門ジモン
雪乃行きつけの居酒屋「万来亭」の大将。

#### ゲスト

##### 第1話
麻子（あさこ）
演 - 川島海荷
雪乃の高校の同級生で、結婚式を控える花嫁。ドラマ版オリジナルキャラクター（原作では雪乃の妹・彩乃が花嫁を担う）。
雪乃の元恋人
演 - 田村健太郎
婚活アプリで出会い結婚も話し合っていた雪乃の元恋人。第1話冒頭で「他に好きな人が出来た」と雪乃を振って交際に終止符が打たれた。
雪乃の友人
演 - 秋山ゆずき

千夏
演 - 日高七海
雪乃の友人。
清掃員
演 - 中村まゆみ

アパレルショップ店員
演 - 奈津子

##### 第6話
藤原将也（ふじわら まさや）〈35〉
演 - 高橋光臣。
キャットビバレッジ社員。雪乃と鈴木タカコの同期で、雪乃の元カレ（※元カレ部分は、ドラマ版オリジナル設定）。新商品の合同プロジェクト参加の為に大阪支社から短期出張でやって来る。

### スタッフ
- 原作 - 吉井ユウ『青島くんはいじわる』（めちゃコミックオリジナル）[1]
- 脚本 - 関えり香[1]
- 音楽 - 岩本裕司[1]、前田恵実
- 主題歌 - Snow Man「君は僕のもの」（MENT RECORDING）[50]
- ゼネラルプロデューサー - 中川慎子（テレビ朝日）[1]
- プロデューサー - 田中真由子（テレビ朝日）、島本講太（ストームレーベルズ）、森田美桜（AOI Pro.）、熊田寧々（AOI Pro.）[1]
- 監督 - 金井純一、藤澤浩和[1]
- 制作協力 - AOI Pro.[1]
- 制作著作 - テレビ朝日、ストームレーベルズ[1]

### 放送日程
| 話数                                                         | 放送日  | サブタイトル       | 監督     | 視聴率 |
| ------------------------------------------------------------ | ------- | ------------------ | -------- | ------ |
| 第1話                                                        | 7月06日 | 深夜0時のキス      | 金井純一 | 4.1%   |
| 第2話                                                        | 7月13日 | 偶然のデート       | 金井純一 |        |
| 第3話                                                        | 7月20日 | 決意のバックハグ   | 藤澤浩和 |        |
| 第4話                                                        | 7月27日 | 恋する露天風呂     | 藤澤浩和 |        |
| 第5話                                                        | 8月17日 | 恋か、綿パンか     | 金井純一 |        |
| 第6話                                                        | 8月24日 | 年下彼氏の爆弾発言 | 金井純一 |        |
| 第7話                                                        | 8月31日 | 涙のビッグハグ     | 藤澤浩和 |        |
| 第8話                                                        | 9月07日 | 最後のデート       | 金井純一 |        |
| 最終話                                                       | 9月14日 | 永遠のキス         | 金井純一 |        |
| （視聴率はビデオリサーチ調べ、関東地区・世帯・リアルタイム） |         |                    |          |        |

- 初回は23時 - 翌0時の30分拡大放送[52]。
- 8月3日は『パリオリンピック サッカー 女子準々決勝  日本× アメリカ合衆国』（21:30 - 翌0:45）中継のため放送休止。
- 8月10日は『熱闘甲子園』（23:00 - 23:30）放送のため、休止。
- 第5話は『熱闘甲子園』（23:00 - 23:30）放送のため、30分繰り下げられ、23時30分 - 翌0時に放送された。

| テレビ朝日系 オシドラサタデー          | テレビ朝日系 オシドラサタデー                 | テレビ朝日系 オシドラサタデー                    |
| 前番組                                 | 番組名                                        | 次番組                                           |
| -------------------------------------- | --------------------------------------------- | ------------------------------------------------ |
| 東京タワー （2024年4月20日 - 6月15日） | 青島くんはいじわる （2024年7月6日 - 9月14日） | 私たちが恋する理由 （2024年10月12日 - 12月21日） |